# Maghemit
Maghemit je železov mineral iz skupine oksidnih mineralov s kemijsko furmulo Fe2O3 ali γ-Fe2O3). Ima enako zgradbo kot magnetit, se pravi da spada med spinelske ferite. Je ferimagneten.
Maghemit se lahko obravnava tudi kot magnetit s pomanjkanjem Fe(II)  s formulo 
{\displaystyle (\mathrm {Fe} _{8}^{\mathrm {III} })_{A}[\mathrm {Fe} _{40/3}^{\mathrm {III} }\square _{8/3}]_{B}\mathrm {O} _{32}}  v kateri 
{\displaystyle \square } predstavlja nezaseden prostor, {\displaystyle A} tetraedrski položaj in {\displaystyle B} oktaedrski položaj.

## Nahajališča
Maghemit nastaja s preperevanjem ali nizkotemperaturno oksidacijo spinelov, ki vsebujejo Fe(II). Takšna sta na primer magnetit in titanov magnetit. Je pogost rumen pigment v  kopenskih sedimentih in zemlji, ki se pojavlja skupaj z magnetitom, ilmenitom, anatasom, piritom, markazitom, lepidokrocitom in getitom.

## Porazdelitev kationov
Eksperimentalne in teoretične ugotovitve kažejo, da Fe(III) kationi in praznine težijo k umestitvi na oktaedrske položaje, kar maksimira  homogenost  porazdelitve in minimizira elektrostatsko energijo kristala.

## Elektronska struktura
Maghemit je polprevodnik s prepovedanim energijskim pasom približno 2 eV. Natančna širina pasu je odvisna od elektronskega spina.

## Uporaba
Maghemit ima ferimagnetno ureditev z visoko Néelovo temperaturo (~950 K), ki skupaj z nizko ceno in veliko kemično stabilnostjo zagotavlja široko paleto aplikacij. Že od 1940 let se uporablja kot pigment na  magnetnih medijih za zapisovanje podatkov.
Nanodelci maghemita se uporabljajo v biomedicini, ker so biološko skladni in za človeka nestrupeni, njihove magnetne lastnosti  pa omogočajo manipulacijo z zunanjimi magnetnimi polji.